# ロマン・ローゼン
ロマン・ロマノヴィッチ・ローゼン男爵（ロシア語: Рома́н Рома́нович Ро́зен, ラテン文字転写: Roman Romanovitch Rosen, 1847年2月24日 - 1921年12月31日）は、帝政ロシアの外交官。日露戦争時の駐日ロシア公使、駐米大使。

## 人物・略歴
ローゼン家は、代々音楽家や軍人、フランス元帥やオーストリア陸軍元帥などを輩出してきたバルト・ドイツ系ロシア貴族の家系で、1812年ボロジノの戦いでアストラハンスキー連隊を率いて戦ったことがバルクライ・ド・トーリ将軍配下のボロージン少将の公式報告書に記載されている。1905年7月5日付けのワシントンポスト紙はレポートの中でローゼン家が、スウェーデンに起源を持つことを紹介している。
ローゼンはロシア外務省に入省し、外交官として在外公館に赴任し、公使として日本およびアメリカ合衆国に赴任した。駐日公使としては、1897年から1898年、間をおいて1902年から1904年まで着任した。1898年4月には、東京で西徳二郎外相とのあいだで西・ローゼン協定をむすんだ。

ポーツマス講和会議。ローゼンはテーブル奥の右から2人目。

日露戦争開戦前夜に日本側と交渉に当たっている。ローゼン自身は、戦争回避の立場に立っていたとされるが、皇帝ニコライ2世および本国政府の訓令に従い、対日交渉は強硬なものとあった。ポーツマス講和会議では、ロシア側全権代表となったセルゲイ・ウィッテを補佐し、日本側と交渉に当たった。その後、司法大臣としてシベリアにおける司法制度を改革した。また、国家評議会議員となった。
1917年のロシア革命勃発後はスウェーデンを経てアメリカ合衆国に亡命し、ヨーロッパの外交と政治について、アメリカのサタデー・イブニング・ポスト紙に評論を載せ、これは後に1919年から1921年に『外交官生活40年』のタイトルで出版された。1921年にニューヨークで交通事故死した。
子に1人娘エリザヴェータ・ロマノワ（1900年前後?-1972年）がいる。西条八十は日記のなかで彼女について「青白い蛾で捏つた彫刻のやうな姿」と評しており、軽井沢にあった別荘の様子を「青く塗った小さな小綺麗な洋館であった。窓下には紅い蜀葵が咲いて、奥から快いピアノの音が洩れてゐた」と記している。